# Списак стрипских сценариста из Србије
Ово је списак важнијих професионалних стрипских сценариста из Србије. Критеријум списка је објављивање у штампаним издањима званичних регистрованих издавача.

## Искључиво сценаристи
- Петар Алаџић
- Радмило Анђелковић
- Ј. Алексић
- Александар Баљак
- Александар Бизетић - Саша
- Љубинка Бобић
- Славка Бошњаковић
- Бранко Видић
- Дејан Вујић
- Славко Вукасовић
- Жарко Вукосављевић
- Петар Грујичић
- Славко Драгинчић
- Мића Димитријевић
- Слободан Дукић
- Мирослав Ђанић
- Бора Ђоковић
- Војин Ђорђевић
- Бранко Ђурица
- Бранислав Ђуричић
- Добрица Ерић
- М. Жаз
- В. Жарић
- Павле Зелић
- Миодраг Зистакис
- М. Илијин
- Душан Кандић
- Павле Кићевац
- Божидар Ковачевић
- Бобан Кнежевић
- Љуан Кока
- Гордана Кокољевић
- Милан Коњевић
- Милан Ковачевић
- Вадим Кургански (псеудоним: Владимир Цилић)
- Светислав Б. Лазић
- Никола Лекић
- Душан Лончаревић (псеудоним: Данибор Лончаревић)
- Драгољуб Јовановић
- Срећко Јовановић
- М. Мадић
- Биљана Максић
- Петар Марш
- Д. Манојловић
- Миленко Матицки
- Драган Милосављевић
- Ђорђе Милосављевић
- Радомир Милосављевић - Дуда
- Миодраг Милановић
- М. Милић
- Гордан Михић
- Новак Новак
- Марија Ницић
- Светозар Обрадовић
- Лазар Одановић
- Славко Петровић
- Зоран Пеневски
- Драган Перић
- Петар Петровић
- Павле Сергејевич Пољаков
- Војислав Псончак
- С. Б. Радовановић
- Душко Радовић
- Ђорђе Савић
- Alec Sander (псеудоним)
- Тибор Секељ
- Горан Скробоња
- Горан Станишић
- Михајло Станишић
- Миле Станковић
- Божидар Стојадиновић
- Марко Стојановић
- Драгана Стојиљковић
- Зоран Стефановић
- Владимир Тадић
- Александар Тимотијевић
- М. Тодоровић
- „Б. Томић“ (псеудоним иза кога су стајали разни сценаристи „Мирка и Славка“)
- Р. Томић
- Марко Фанчовић
- Драган Р. Филиповић
- Михаило Хабул
- Д. Ћерамилац
- Бранко Ћопић
- Драшко Шаљић
- Нинослав Шибалић
- Дејан Штајнбергер

## Комплетни аутори који су писали и за себе и за друге цртаче
- Ристо Банић
- Бојан М. Ђукић
- Душан Вукојев
- Дарко Гркинић
- Слободан Ивков
- Бранислав Керац
- Мирослав Марић
- Жика Митровић
- Жељко Пахек
- Радован Поповић
- Драгољуб Савић (потписиван као Драган Савић)
- Марко Сомборац
- Раде Товладијац

## Комплетни аутори који су писали само за своје стрипове
- Лазо Средановић
- Александар Хецл